# Polarna zvezda
Polarna zvezda ili severnjača (današnja Polarna zvezda, Polaris, Alfa Maloga medveda, α Ursae Minoris) je zvezda najbliža severnomu nebeskom polu (udaljena 42′), gotovo nepomična na nebeskoj sferi i zbog toga pogodna za orijentaciju. Najsjajnija je zvezda Maloga medveda, promenljivog sjaja, prosečne prividne magnitude 1,9. Sjaj joj se menja u razdoblju od 4 dana. To je trojni zvezdani sastav udaljen od Zemlje približno 430 svetlosnih godina. Severnjača Aa žuti je div, cefeida mase oko 6 puta veće od Sunčeve, oko 46 puta većega promera, 2200 puta većega sjaja i površinske temperature oko 7 200 K (6 927 °C). Sjevernjača B može se uočiti i s pomoću manjega teleskopa, a Severnjača Ab prvi je put snimljena 2006. s pomoću Hubbleova svemirskog teleskopa. 
Na južnom nebeskom polu trenutno nema tako sjajne zvezde u blizini da bi se mogla nazvati Južna Polarna zvezda. Najbliža zvezda je Sigma Oktant (σ Octantis) koja se ponekad naziva i Južna zvezda.

## Zemljina precesija i nutacija
Osim vrtnje (rotacije) i obilaženja oko Sunca (revolucije), Zemlja pokazuje još jednu vrstu gibanja. Njena os takođe se neprestano giba i opisuje stožac oko pola ekliptike, i to u smislu levog vijka koji napreduje na sever. Vršni polukut stožca jednak je nagibu ekliptike (ekliptika je nagnuta je pod kutom od 23°27′ prema nebeskom ekvatoru). Zbog toga zakretanja osi u istom se smislu zakreće i presecište ravnine ekliptike s nebeskim ekvatorom, a s njime i proletna tačka. Zato proljetna tačka menja mesto među zvezdama. Pomak proletne tačke odvija se u smeru dnevne vrtnje neba, a to je upravo suprotno od prividnog, godišnjeg gibanja Sunca: proletna tačka se kreće na zapad, a Sunce na istok. To znači da proletna tačka ide u susret Suncu, ili "pred" Sunce. Otuda poteče latinski naziv te pojave, jer praecedere znači ići napred.
Zemljinu precesiju tumači mehanika rotirajućeg krutog tela. Najjači uticaj na nju pokazuju Mesec i Sunce. Mesec je delotvorniji zato što je mnogo bliže. Zajednički učinak Meseca i Sunca naziva se luni-solarnom precesijom. No dok se Sunce nalazi uviek u ravnini ekliptike, Mesečeva staza je prema njoj nagnuta otprilike za 5°. Otuda dolazi do periodične promene Mjeseceva uicaja, u vremenu od 18.66 godina (to je period regresije čvorova Mesečeve staze), pa precesijski stožac nije sasvim gladak nego ispunjen naborima. Pojava nabora naziva se nutacija.

## Opšta precesija
Veličina luni-solarne precesije iznosi 50.37" na godinu. To je kut za koji bi se po ekliptici pomaknula proletna tačka kada bi delovali samo Mesec i Sunce. No utiču još i planeti. Njihov se učinak ili planetska precesija ističe kao promena položaja ravnine ekliptike. Pod privlačnom silom planeta, Zemlja se niše oko 0.05" na godinu (u današnje vreme). Zbog toga će proletna tačka kliziti i po nebeskom ekvatoru za 0.13" na godinu, pa će u smeru ekliptičkih dužina ukupan pomak iznositi 50.25" na godinu. To je godišnji iznos opše Zemljine precesije. 
Zemljina precesija dovodi do razlike između Sunčeve (tropske) i zvezdane (sideričke) godine. Zvezdana godina je vrijeme potrebno da Sunce na nebeskoj sferi prevali puni kut ili, drugim rečima, vreme obilaženja Zemlje oko Sunca s obzirom na neki zadani smer u prostoru (npr. u odnosu na proletnu tačku). U Sunčevoj godini Sunce prevali nebeskom sferom kut koji je od punog kuta manji za iznos Zemljine precesije; put od 360° - 50.25” Sunce pređe za vreme Sunčeve godine od 365.2422 dana, a put od 360° za vreme zvezdane godine. Zvezdana godina je oko 20 minuta duža od Sunčeve godine.

## Platonova godina
Iz iznosa opšte precesije lako nađemo razdoblje vremena u kojem Zemljina osa obiđe precesijski stožac, a prletna tačka puni krug po nebeskom ekvatoru. Ako pomak u jednoj godini iznosi 50.25", tada za pomak od 360° treba 25 800 godina. To je Platonova godina. U tom razdoblju nebeski pol opiše kružnicu među zvijezdama. Stoga će današnju Severnjaču (α Malog medveda) zamjenjivati druge zvezde. Pre 5000 godina zabelžena je kao Severnjača zvezda Tuban (α Zmaja). Oko godine 14 000. kao Severnjača će služiti zvezda Vega, iako severnom nebeskom polu neće prići bliže od 5°. Od vremena kada su astronomi imenovali zvežđa i ustanovili Zemljinu precesiju, proletna se tačka pomaknula iz zvežđa Ovna u zvežđe Riba, a tako su se u susedno zvežđe pomaknule i ostale glavne tačke ekliptike. Znakovi tih tačaka ostali su međutim isti kao što su i bili. S pomakom proletne tačke povezana je najviše i promena zvjezdanih rektascenzija, dok je promena deklinacija mnogo manja.